# Dayton Lakes (Texas)
Dayton Lakes es una ciudad del condado de Liberty, Texas, Estados Unidos. Tiene una población estimada, a mediados de 2023, de 55 habitantes.

## Geografía
Está ubicada en las coordenadas 30°8′37″N 94°48′57″O / 30.14361, -94.81583. Según la Oficina del Censo, tiene una superficie total de 2.51 km², de los cuales 2.22 km² corresponden a tierra firme y 0.29 km² están cubiertos de agua.

## Demografía
Según el censo de 2020, en ese momento había 45 personas residiendo en la zona. La densidad de población era de 20 hab./km². El 88.89% de los habitantes eran blancos, el 2.22% era de otra raza y el 8.89% eran de una mezcla de razas. Del total de la población, el 8.89% eran hispanos o latinos de cualquier raza.